# Odense Håndbold
Odense Håndbold is een handbalvereniging uit de Deense stad Odense. Het damesteam komt uit in de Damehåndboldligaen.

## Prestaties
In het seizoen 2017/18 eindigde het damesteam als tweede, in het seizoen 2018/19 als derde en in het seizoen 2019/20 weer als tweede. In 2018 en 2019 was het team verliezend bekerfinalist.

## Selecties
1.  Martina Thörn ·
4.  Maren Aardahl ·
5. Trine Pedersen ·
6. Freja Cohrt ·
7.  Bo van Wetering ·
8.  Lois Abbingh ·
9.  Larissa Nüsser ·
11. Rikke Iversen ·
16. Althea Reinhardt ·
21.  Ayaka Ikehara ·
25.  Tonje Løseth ·
31.  Kelly Vollebregt ·
32. Mie Højlund ·
45.  Noémi Háfra ·
48.  Dione Housheer ·
65. Sidsel Mejlvang ·
68. Helena Elver ·
90. Mia Rej ·
Coach: Ulrik Kirkely

Resultaten: xxx
1.  Martina Thörn ·
4.  Maren Aardahl ·
5.  Malene Aambakk ·
6. Freja Cohrt ·
7.  Bo van Wetering ·
8.  Lois Abbingh ·
9.  Larissa Nüsser ·
11. Rikke Iversen ·
16. Althea Reinhardt ·
18. Kamilla Larsen  ·
21.  Ayaka Ikehara ·
31.  Kelly Vollebregt ·
32. Mie Højlund ·
48.  Dione Housheer ·
68. Helena Elver ·
90. Mia Rej ·
Coach: Ulrik Kirkely

Resultaten: Kampioen Damehåndboldligaen - 1/8 finale EHF Champions League
4.  Malene Aambakk ·
6. Freja Cohrt ·
8.  Lois Abbingh ·
9. Katja Johansen ·
10.  Jessica Quintino ·
11. Rikke Iversen ·
16. Althea Reinhardt ·
17.  Nycke Groot ·
18. Kamilla Larsen  ·
19. Sara Hald ·
20. Anne Cecilie de la Cour ·
21.  Ayaka Ikehara ·
32. Mie Højlund ·
33.  Tess Wester ·
39.  Angelica Wallén ·
68. Helena Elver ·
Coach: Ulrik Kirkely

Resultaten: Kampioen Damehåndboldligaen – Winnaar Santander Cup – 1/8 finale EHF Champions League
3. Suzanne Bækhøj ·
4.  Nathalie Hagman ·
6. Freja Cohrt ·
7. Susanne Madsen ·
8.  Ingvild Bakkerud ·
10.  Jessica Quintino ·
14. Mette Tranborg ·
16. Althea Reinhardt ·
17.  Nycke Groot ·
18. Kamilla Larsen  ·
19. Sara Hald ·
21. Anne Mette Pedersen ·
25. Trine Østergaard ·
27. Nadia Offendal ·
28. Stine Jørgensen ·
32. Mie Højlund ·
33.  Tess Wester ·
36. Kathrine Heindahl ·
Coach: Karen Brødsgaard

Resultaten: 2e plaats Damehåndboldligaen – finale Santander Cup – Final four (afgelast) EHF Cup
3. Suzanne Bækhøj ·
6. Freja Cohrt ·
7. Susanne Madsen ·
8.  Ingvild Bakkerud ·
9.  Maja Jakobsen ·
10.  Jessica Quintino ·
13. Mathilde Schæfer ·
14. Mette Tranborg ·
16. Althea Reinhardt ·
18. Kamilla Kristensen  ·
19. Sara Trier Hald ·
25. Trine Østergaard ·
27. Nadia Offendal ·
28. Stine Jørgensen ·
32. Mie Enggrob Højlund ·
33.  Tess Wester ·
36. Kathrine Heindahl ·
Coach: Jan Pytlick

Resultaten: 3e plaats Damehåndboldligaen – finale Santander Cup – kwartfinale EHF Champions League
1.  Emily Stang Sando ·
3. Suzanne Bækhøj ·
6. Freja Cohrt ·
7. Susanne Madsen ·
8. Stine Svangård ·
9.  Maja Jakobsen ·
10.  Jessica Quintino ·
13. Mathilde Schæfer ·
14. Mette Tranborg ·
16. Althea Reinhardt ·
17. Susan Thorsgaard ·
18. Kamilla Kristensen ·
19.  Pearl van der Wissel ·
25. Trine Østergaard ·
27. Nadia Offendal ·
28. Stine Jørgensen ·
32. Mie Enggrob Højlund ·
36. Kathrine Heindahl ·
Coach: Jan Pytlick

Resultaten: 2e plaats Damehåndboldligaen – 1/8 finale Santander Cup
1.  Chana Masson ·
2. Matilde Kondrup Nielsen ·
3. Suzanne Bækhøj ·
6. Mathilde Schæfer ·
7. Susanne Madsen ·
8. Stine Svangård ·
9.  Maja Jakobsen ·
10.  Jessica Quintino ·
11. Pernille Johannsen ·
13.  Maria Adler · 
16. Althea Reinhardt ·
17. Susan Thorsgaard ·
18. Kamilla Kristensen ·
19.  Pearl van der Wissel ·
22.  Oxana Kiseleva ·
24. Marianne Bonde ·
27. Nadia Offendal ·
81.  Deonise Fachinello ·
Coach: Jan Pytlick

Resultaten: 6e plaats (kwartfinale) Damehåndboldligaen – 1/4 finale Santander Cup
1.  Chana Masson ·
2. Matilde Kondrup ·
3. Suzanne Bækhøj ·
4. Camilla Pytlick ·
5. Louise Kristensen ·
6. Mathilde Schaefer ·
7. Ditte Bach Andersen ·
8. Stine Svangård ·
9.  Maja Jakobsen ·
11. Sarah Iversen ·
13.  Maria Adler ·
16. Ditte Folden ·
17. Line Haugsted ·
18. Kamilla Kristensen ·
19.  Pearl van der Wissel ·
21.  Jennie Linnell ·
27. Nadia Offendal ·
Sophie Moth ·
Coach: Ulrik Kirkely

Resultaten: 9e plaats Damehåndboldligaen – 1/4 finale Santander Cup - kwartfinale EHF Cup
1. Cecilie Greve ·
2. Matilde Kondrup ·
3.  Siri Seglem ·
4. Nanna Willumsen ·
5. Louise Kristensen ·
6. Camilla Bogetoft ·
7. Celine Holst ·
8. Mathilde Schaefer ·
10.  Jessica Helleberg ·
11. Sarah Iversen ·
13.  Maria Adler ·
16. Ditte Folden ·
17. Louise Aaskov ·
18. Kamilla Kristensen ·
19.  Pearl van der Wissel ·
22. Katja Lausen-Marcher ·
23. Simone Toftdahl-Pedersen ·
27. Nadia Offendal ·
Coach: Flemming Larsen

Resultaten: 7e plaats Damehåndboldligaen – 1/4 finale DHF's Landspokalturnering - 3e ronde EHF Beker voor Bekerwinnaars
1. Cecilie Greve ·
3.  Siri Seglem ·
4. Nanna Willumsen ·
5. Louise Kristensen ·
7. Helle Norgaard ·
8. Simone Dupont ·
9. Ann-Sophie Morthensen ·
10.  Jessica Helleberg ·
11. Sarah Iversen ·
13.  Maria Adler ·
15. Maj Thornøe Johansen ·
16. Ditte Vind ·
18. Kamilla Kristensen ·
19.  Pearl van der Wissel ·
22. Katja Lausen-Marcher ·
24. Mie Jul ·
27. Nadia Offendal ·
Coach: Flemming Larsen

Resultaten: 6e plaats (kwartfinale) Damehåndboldligaen – 1/4 finale Nordea Cup - 1/16 finale EHF Beker voor Bekerwinnaars
1. Cecilie Greve ·
6. Susanne Madsen ·
7. Helle Norgaard ·
8. Simone Dupont Larsen ·
9. Ann-Sophie Morthensen ·
10. Mathilde Jensen ·
11. Sarah Iversen ·
14. Trine Jensen ·
15. Maj Thornøe Johansen ·
16. Ingrid Ødegård ·
17. Mathilde Bjerregaard ·
18. Kamilla Kristensen ·
19.  Pearl van der Wissel ·
21.  Karolina Szwed ·
22. Tanja Jørgensen ·
24. Mie Jul ·
28. Nanna Weber ·
30. Stina Madsen ·
70. Laila Schmidt ·
Coach: Jakob Larsen

Resultaten: 11e plaats Damehåndboldligaen – 1/2 finale Nordea Cup
1. Cecilie Greve ·
5.  Beatrix Benyats ·
6. Susanne Madsen ·
8. Mathilde Jensen ·
9. Janni Brandt Gade ·
10. Thea Keller Roesbjerg ·
12. Mette Iversen Sahlholdt ·
14. Trine Jensen ·
15. Maj Thornøe Johansen ·
17. Mathilde Bjerregaard ·
18. Kamilla Kristensen ·
20. Christina Aaling ·
30. Stina Madsen ·
Coach: Ditte Andersen

Resultaten: 10e plaats Damehåndboldligaen – 1/8 finale Nordea Cup
1. Cecilie Greve ·
2. Pernille Holst Larsen ·
3. Kathrine Heindahl ·
4. Sabrine Klinge Schmidt ·
6. Susanne Madsen ·
7. Nikoline Nielsen ·
9. Janni Brandt Gade ·
10. Thea Keller Roesbjerg ·
11. Stine Knudsen ·
12. Mette Iversen Sahlholdt ·
15.  Petra Vrdoljak ·
17. Mathilde Bjerregaard ·
18. Kamilla Kristensen ·
20. Christina Aaling ·
Coach: Jan Laugesen

Resultaten: 10e plaats Damehåndboldligaen – 1/4 finale Nordea Cup
Pernille Holst Larsen ·
Fatima Malic ·
Susan Andersen ·
Camilla Maibom ·
 Joyce Hilster ·
Petra Skogsberg ·
Therese Islas Helgesson ·
Kamilla Kristensen ·
Louise Pedersen ·
Kristina Flognman ·
Line Jørgensen ·
Gabriella Kain ·
Mette Iversen Sahlholdt ·
Cecilie Pedersen ·
Coach: Jan Laugesen

Resultaten: 9e plaats Damehåndboldligaen – 1/8 finale Nordea Cup